# Makhmud Esambayev
Makhmud Esambayev (en russe : Махму́д Алисулта́нович Эсамба́ев), né le 15 juillet 1924 dans le village Starye Atagi dans l'Oblast autonome tchétchène et mort le 7 janvier 2000 à Moscou, est un danseur soviétique, d'origine tchétchène ,,. Artiste du peuple de l'URSS, héros du travail socialiste.

## Biographie

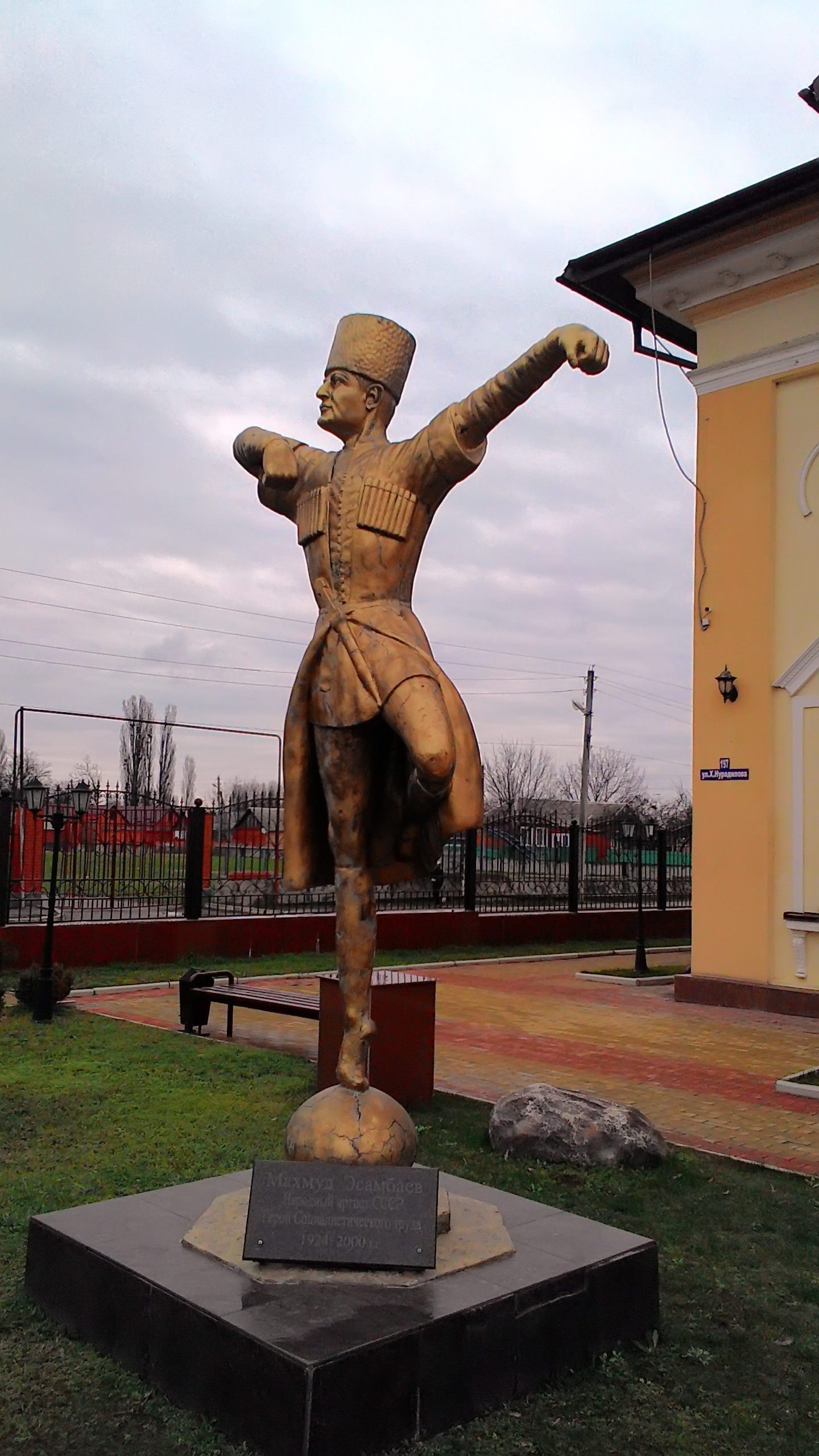
Monument d'Esambayev à Starye Atagi

Esambayev naît dans le village de l'actuel raion de Grozny dans la République tchétchène. Il danse depuis son plus jeune âge lors des fêtes locales et rêve d'entamer une formation artistique malgré une forte désapprobation de son père qui envisage pour lui un parcours plus conventionnel.
Il intègre l'école de ballet à Grozny en 1938 et danse dans l'ensemble national de Tchétchénie-Ingouchie. Sa formation est interrompue en 1941 à l'approche de la Seconde Guerre mondiale. Il devient artiste des troupes qui se produisent devant les soldats en suivant la ligne de front.
En 1944, il est déporté dans le cadre de l'Opération Tchétchévitsa vers le village Ak-Tuz de la Province de Tchouï au Kirghizistan où pendant deux ans il enseigne la danse dans la maison de la culture.
À partir de 1946, il est soliste du ballet de Théâtre national académique Abdylas Maldybaev de Frounzé. Il interprète les rôles dans Le Lac des cygnes, La Fontaine de Bakhtchisaraï, La Belle au bois dormant. En 1950, il délaisse le répertoire académique pour explorer la danse folklorique. En 1957, devient soliste de la philharmonie de la RSSA de Tchétchénie-Ingouchie avant de monter son propre spectacle à Moscou en 1959, qui lui apporte une grande renommée. Il part en tournée avec la troupe Les étoiles du ballet soviétique qui donne les représentations à l'étranger, notamment en France et en Amérique du Sud. À son retour, il monte sa propre compagnie ainsi que le nouveau spectacle solo Danses du monde qui regroupe plusieurs numéros de danse traditionnelle comme le Dieu d'or inspiré de la danse classique de l'Inde, Tchaban de la danse ouzbèque, La danse avec les couteaux tadjike, le Guerrier bachkir et d'autres encore.
Distingué Artiste du peuple de l'Union soviétique en 1974, puis, Héros du travail socialiste en 1984, Esambayev devient député du Suprême Conseil de la République de Tchétchénie-Ingouchie, de la RSFS de Russie et de l'URSS. Il présidait également l'Union internationale des professionnels de l'art de scène (Международный союз деятелей эстрадного искусства). Avec son soutien à Grozny s'effectue la construction du nouveau théâtre dramatique et du cirque.
Le 7 janvier 2007, l'agence de presse ITAR-TASS déclare que l'artiste est décédé après une longue maladie. Il est inhumé dans l'enclos musulman du cimetière Danilovskoïe à Moscou.

## Répertoire

### Théâtre d'opéra et de ballet kirghize
- Fontaine Bakhchisarai de Boris Assafiev - Girey
- Taras Bulba de Vassili Soloviov-Sedoï d'après Nicolas Gogol - Taras
- Le Lac des cygnes de Tchaïkovski - Rothbart
- La Belle au bois dormant de Tchaïkovski - la fée Carabosse
- Anar de Vladimir Vlasov et Vladimir Fere - Kudak
- Le Coquelicot Rouge de Reinhold Glière - Danseur du Restaurant
- Cholpon de Mikhail Rauchwerger - Ataman

## Récompenses et distinctions
- Artiste émérite de la RSFS de Russie (1957)
- Artiste du Peuple de la RSFS de Russie (1966)
- Artiste du Peuple de la République socialiste soviétique kirghize (1969)
- Artiste du peuple de l'URSS (1974)
- Héros du travail socialiste (le 13 juillet 1984)
- Ordre de la Guerre patriotique (le 11 mars 1985)
- Ordre de l'Amitié (le 20 juillet 1994)[6]
- Ordre du Mérite pour la Patrie (15 juillet 1999) [7]
- Ordre du Drapeau rouge du Travail (le 14 avril 2000)[8]

## Filmographie
- 1957 : Le Lac des cygnes d'Apollinari Doudko et Constantin Sergueïev (film ballet)
- 1973 : La Terre de Sannikov d'Albert Mkrtchian et Leonid Popov (ru)[9]
- 1975 : Au bout du monde (На край света…) de Rodion Nakhapetov : homme en déplacement professionnel